# Gustar (фестиваль)
Gustar — щорічний етно-культурний фестиваль у Молдові. Заснований у 2010 році та проводиться на території музейного комплексу «Старий Орхей». Проводиться під час вихідних у серпні.